# Dimas Costa
Dimas Nogues Costa (Bagé, 20 de janeiro de 1926 — Porto Alegre, 11 de julho de 1997) foi um poeta, radialista e folclorista brasileiro. 

## Biografia
Foi apresentador de programas gauchescos no rádio e televisão. Por mais de 25 anos atuou na Rádio Cultura de Bagé. Desempenhou funções administrativas nas secretarias de cultura do município e do estado. Trabalhou também por muitos anos em Porto Alegre. No Jornal do Dia redigiu e dirigiu a página regionalista junto com Adão Carrazoni. Foi um dos pioneiros da difusão do nativismo pelo rádio. O programa Grande Rodeio Coringa na Rádio Farroupilha, o primeiro programa tradicionalista do rádio gaúcho, "campeoníssimo de audiência", projetou-o neste campo, junto com Paixão Cortes, Darcy Fagundes e Luiz Menezes. Mais tarde trabalhou na Rádio Gaúcha, em Porto Alegre. Apresentou ainda os programas Festança na Querência (com Paixão Cortes), também de grande audiência; Céu e Campo; Entardecer na Querência; Pelos Caminhos do Pago; Alma do Rio Grande (com Paixão Cortes).
Segundo o professor da UFRGS Luiz Artur Ferraretto, Costa foi um dos principais nomes do rádio gaúcho entre as décadas de 1950 e 1970. Sua atividade contribuiu para estimular a criação de outros programas e ampliar os espaços para o nativismo.
 

Junto com Wilson Tubino e Cléber Mércio formou o grupo Ronda, para estudos da cultura gaúcha. Colaborou com Paixão Cortes na compilação do Levantamento Discográfico Gaúcho na década de 1970, um trabalho pioneiro no gênero. "Poeta de talento, jornalista e radialista, homem de letras e de rádio, vindo de Bagé, com larga vivência campeira, Dimas Costa conquistou, facilmente, um lugar ao sol entre os que, em nossa terra, se dedicam à poesia e à literatura gauchesca".

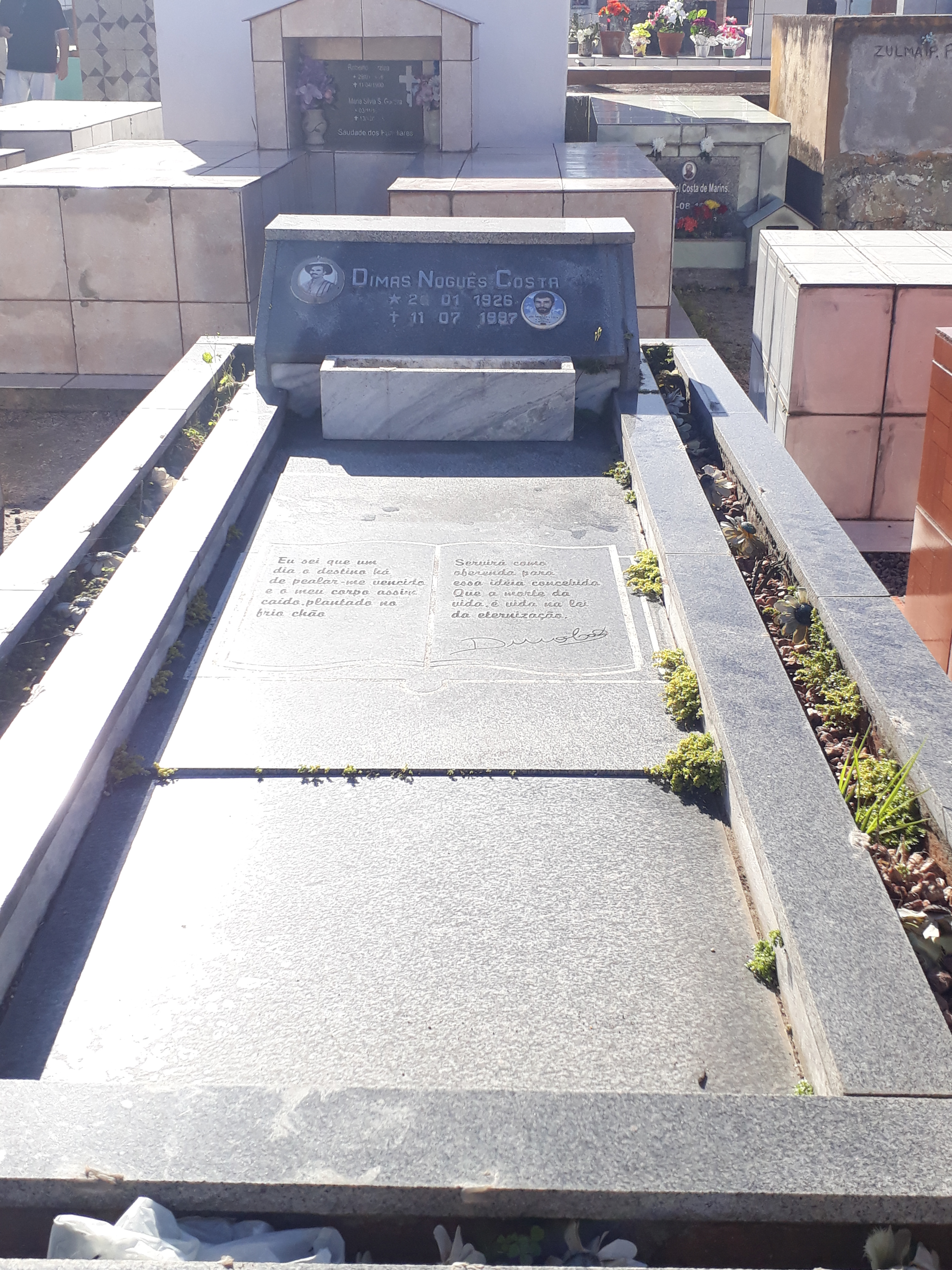
Túmulo de Dimas Costa, localizado no Cemitério Municipal da Cidade de Tapes - RS, onde se encontra ele e seu filho José Tiarajú.

Foi autor de várias canções gauchescas, incluindo o conhecido Parabéns crioulo, em parceria com Eleu Salvador. Como poeta, deixou cerca de 15 livros. Foi sócio-fundador da Estância da Poesia Crioula, instituição criada em 1957 com o intuito de congregar poetas e prosadores gauchescos. Promoveu o primeiro curso para declamadores gauchescos em 1958. Disse o radialista Wilson Tubino que "a vida dele inteira foi dedicada à poesia e aos programas de rádio. Além de ter sido um dos grandes nomes do cinema gaúcho. Tem muitos filmes, basicamente todos os do Teixeirinha, com a participação dele. [...] A obra dele basicamente se destinou aos jovens. Então quando a gente participa de festivais de poesia, em que jovens declamam, eu diria sem medo de errar, que 80 por cento recitam poemas do Dimas Costa". Segundo a professora de Letras Fabrícia Falavigna, apesar de ser um dos poetas mais conhecidos dentro do movimento tradicionalista gaúcho, sua obra ainda é pouco estudada. Ela continua:
"Foi o grande mestre para muitos tradicionalistas, quer pela natureza de seus versos, quer pelos inúmeros cursos que promoveu após longa trajetória no mundo da gauchesca, quer pela proximidade afetuosa com que sempre agraciou seus leitores. [...] Os temas explorados na obra de Dimas Costa não fogem aos assuntos recorrentes no cancioneiro popular: a transmissão da tradição de geração em geração; o mito do gaúcho heróico, com seu bom humor e irreverência, as lembranças campeiras reavivadas através do uso da pilcha, mesmo que na cidade; o passado heróico do povo rio-grandense; o papel secundário da mulher; as lendas e a religiosidade".
Seus restos mortais estão sepultados no Cemitério Municipal da Cidade de Tapes - RS
Em 2009 o Parque do Gaúcho de Bagé foi batizado com seu nome.

## Obra

### Poesia
- Céu e Campo, 1955, Poesia (com Amaral da Silva)
- Pampa Bravo, 1958, Poesia
- Pelos caminhos do pago: versos e prosa‎. Livraria Sulina, 1963
- Céu, Pampa, Pago. Lamar Publicações 1974 e 1979
- Carta a Mãe Natureza - e Novos Poemas, 1979
- Tarca: versos gauchescos,‎ vol 8 da coleção Tarca. Martins Livreiro, 1981
- Fanfarronada, 1977, Poesia
- Entardecer na Querência, 1985, Poesia
- Poesia Gauchesca para Moças e Crianças, 1973, 1983, 1984, 1991
- Novas poesias para moças e crianças nativistas‎. Martins Livreiro, 1986
- Poesias Gauchescas para Prendas e Peões, 2003, Poesia
- Cantares da Terra (com João Joaquim Ferreira), 1960

### Critica Literária
- Literatura Comentada - Guimarães Rosa, 1988

### Filmografia
- Gaúcho de Passo Fundo (1978)
- Na Trilha da Justiça (1977)
- Carmen, a cigana (1976)
- A Quadrilha do Perna Dura (1976)
- Janjão Não Dispara... Foge! (1970)
- Não Aperta, Aparício (1970)
- Pára, Pedro! (1969)
- Os abas Largas (1965)